# Tom Green (cestista)
Tommie L. Green, detto Tom (Baton Rouge, 8 aprile 1956 – 25 settembre 2015), è stato un cestista e allenatore di pallacanestro statunitense, professionista nella NBA.

## Carriera
Venne selezionato dai New Orleans Jazz al secondo giro del Draft NBA 1978 (35ª scelta assoluta).